# Kalimeris indica
Kalimeris indica es una especie de planta herbácea perennifolia de la familia Asteraceae (Compositae). Kalimeris indica, al igual que otras especies del género de Kalimeris, se produce principalmente en los países de Asia del este de China, Corea y Japón, pero se ha introducido en California y Hawái.

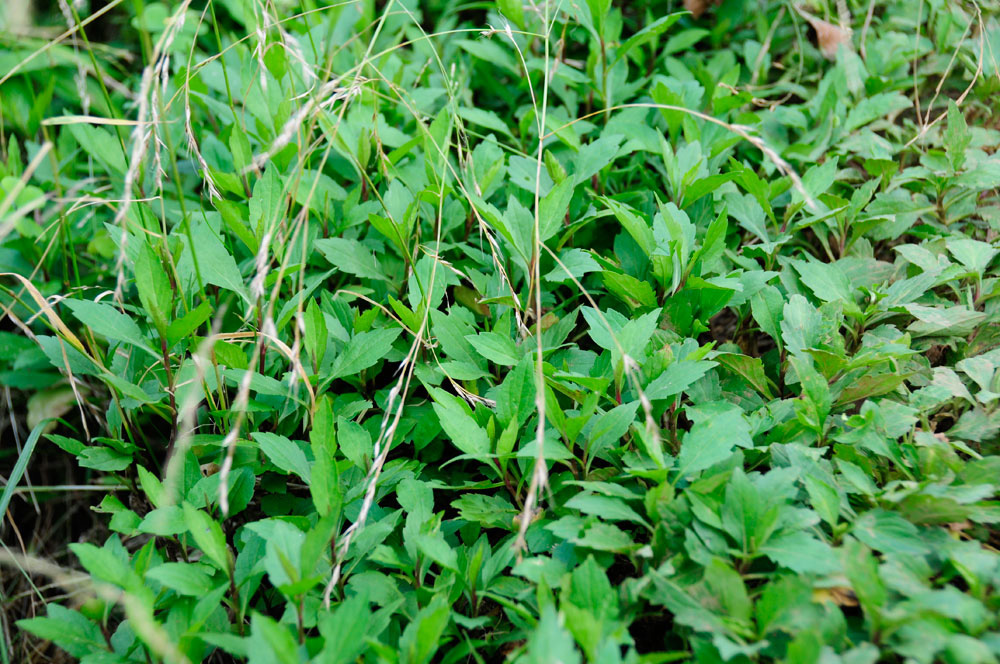
Vista de la planta

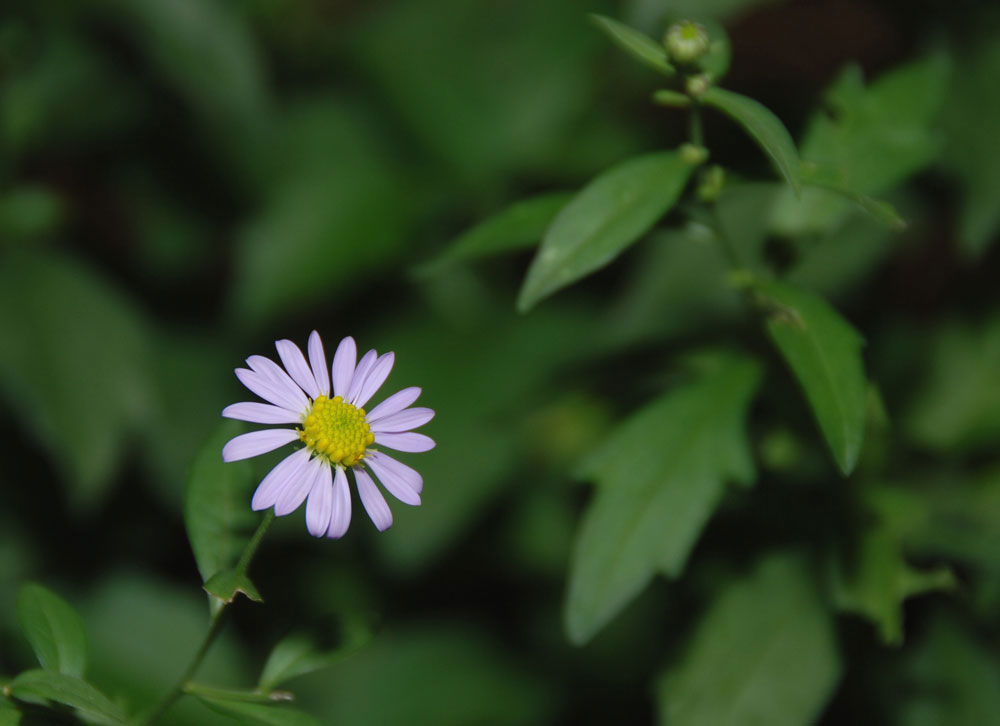
Planta con flor

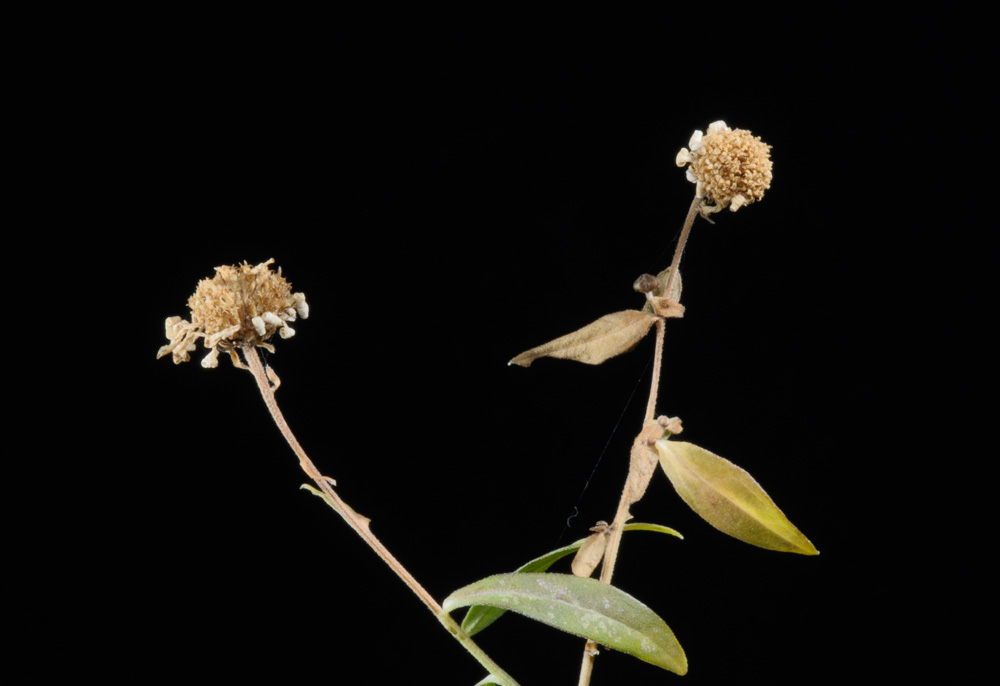
Detalle de la planta

## Descripción
Kalimeris indica se encuentra comúnmente a lo largo de las carreteras, en las laderas de los cerros y lomas entre los campos de arroz. Puede reproducirse sexualmente a través de la producción de semillas y asexualmente mediante estolones.
Kalimeris indica puede crecer hasta una altura de 30-70 cm. Las hojas son opuestas y los tallos están típicamente en posición vertical. La floración comienza a finales de primavera y continuará hasta octubre dependiendo de la ubicación.Los floretes del disco son de color amarillo claro y los floretes radiales de color púrpura o blanco.

## Usos
Kalimeris indica tiene amplio usos culinarios en el Este de Asia. Las hojas jóvenes y tallos se recolectan en primavera temprana y se cocinan con otros alimentos como tofu seco. Se considera una exquisitez por su sabor especial. Es especialmente popular al sur del río Yangtze en China.
Las raíces y la planta entera de Kalimeris indica se utiliza en la medicina tradicional china para tratar una amplia gama de dolencias.

## Taxonomía
Kalimeris indica fue descrito por (L.) Sch.Bip. y publicado en Systematisches Verzeichniss der im Indischen Archipel 125. 1854.
Sinonimia
- Aster cantonensis (Lour.) Courtois
- Aster indicus L.
- Aster javanicus Garcin ex Burm.f.
- Aster ursinus H.Lév. nom. illeg.
- Aster yangtzensis Migo
- Asteromoea cantoniensis (Lour.) Matsum.
- Asteromoea indica (L.) Blume
- Boltonia indica (L.) Benth.
- Callistemma indicum (L.) G.Don
- Callistephus indicus (L.) DC.
- Chrysanthemum cuneatum Roxb.
- Hisutsua cantonensis (Lour.) DC.
- Hisutua cantoniensis (Lour.) DC.
- Hisutua serrata Hook. & Arn.
- Martinia polymorpha Vaniot
- Matricaria cantoniensis Lour.[5]